# NGC 2882
NGC 2882 is een spiraalvormig sterrenstelsel in het sterrenbeeld Leeuw. Het hemelobject werd op 6 maart 1864 ontdekt door de Duitse astronoom Albert Marth.

## Synoniemen
- UGC 5030
- MCG 1-24-21
- ZWG 34.46
- IRAS 09239+0810
- PGC 26781